# オート名匠戦
オート名匠戦（オートめいしょうせん）は、かつて開催されていたオートレースのGII競走の1つである。

## 歴史
2005年に川口オートレース場に新設されたGII競走である。2001年の競走制度改革でGIグランドチャンピオン決定戦が廃止され、同時にGII競走だったキューポラ杯争奪戦がGIに格上げされて以来、川口ではGII競走がまがたま杯争奪戦のみとなっていた。
本来記念競走はGI・GIIともに2つあるのが基本であったために新設されたものである。
2005年の第1回大会当初からスポーツニッポン新聞社杯として開催されていたが、2013年の第9回大会は週刊実話杯として開催された。2014年以降は開催されていない。

## 開催時期・出場選手選抜方法
第1回から第3回までは、川口を除く各オートレース場の20期生（1987年選手登録）までの選手のみが斡旋されていた。しかし、川口所属の選手は期別に関わらず斡旋されていた。このことから、川口の若手を優遇するだけのレースという批判もかつては存在した。
2008年の第4回より、開催時期を従来の9月末〜10月初頭から、2007年までGIIまがたま杯争奪戦が開催されていた6月中旬へと移した。それに併せ、出場選手を各オートレース場の21期生（1989年選手登録）までの選手に限定。22期以降の選手は斡旋されなくなった。その後、斡旋の制限が徐々に緩和され、2012年の第8回は22期生まで、2013年の第9回は23期生までが斡旋されるようになった。

## 番組
番組に関しては通常のレースと同様であり、オープンレース限定などの変則的な番組構成は行われない。
初日の第12レース、いわゆる「スーパードリーム戦」は「巧技の真髄」と銘打たれ、SG優勝の経験を持ち、なおかつ通算勝利数が1000勝を超える選手のみが選出されていた。
第4回大会ではドリーム戦は行われず、全レースが通常の予選競走として実施された。ただし、二日目の第12レースではあくまで通常の予選としながらも、出走する選手全員を1000勝以上の面々で固めた「1000勝対決」として行われた。
優勝戦は特に「マイスター決定戦」と銘打たれている。

## 過去の優勝者
| 回 | 開催日                     | 優勝者                 | 競走車呼名             | 競走タイム             |
| -- | -------------------------- | ---------------------- | ---------------------- | ---------------------- |
| 1  | 2005年（平成17年）10月4日  | 岩田行雄               | ミステリアス           | 3.389                  |
| 2  | 2006年（平成18年）10月3日  | 深谷輝                 | フランシス             | 3.333                  |
| 3  | 2007年（平成19年）10月3日  | 片平巧                 | キブロワイト           | 3.603                  |
| 4  | 2008年（平成20年）6月18日  | 宍戸幸雄               | ファイナル             | 3.454                  |
| 5  | 2009年（平成21年）6月14日  | 優勝戦不成立           | 優勝戦不成立           | 優勝戦不成立           |
| 6  | 2010年（平成22年）6月16日  | 岡部聡                 | フラッグシップ         | 3.444                  |
| 7  | 2011年（平成23年）         | 東日本大震災のため中止 | 東日本大震災のため中止 | 東日本大震災のため中止 |
| 8  | 2012年（平成24年）4月11日  | 青島正樹               | ギグ                   | 3.629                  |
| 9  | 2013年（平成25年）11月13日 | 浦田信輔               | パンジャA              | 3.382                  |

## 第4回大会でのイベント
第4回大会では数多くの旧エンジンがイベント用に使用された。従来のイベントではトライアンフが主に使用されていたが、トライアンフ以外にもメグロ二気筒やトーヨーの1級車単気筒などが使用された。また、初日・二日目はレース時のエンジン始動を手旗発走時代の方式が再現された。

### イベントで使用された旧車一覧
- トライアンフ：且元滋紀（9期、引退。元川口オートレース場所属）の『プリンス』と、飯塚将光（9期、引退。元船橋オートレース場所属）の『ホージョウ』の二車が使用された[5]。

- メグロ（二気筒）：岩佐常義（10期、船橋オートレース場所属（当時）。現在、川口オートレース場所属）の『ファング』と、所有選手不明の二車が使用された。
- フジ（二気筒）：嶋田守孝（6期、引退。元川口オートレース場所属）の所有していた競走車が使用された。
- トーヨー（単気筒）：篠崎実（9期、川口オートレース場所属）の『クールサマー』と、直江伸明（19期、引退。元川口オートレース場所属）所有の競走車二車が使用された。

これらのエンジンは、イベント車として以前から使用されていた『プリンス』を除いては、その大半が眠っていたエンジンであった。実際に走行可能なレベルまで復元するのに2ヶ月以上の時間を要したといわれる。
また、最終日のデモランでは上記の旧車に加え、セアが一車混ざっていた。このセアは、八木橋廣（12期、引退。元川口オートレース場所属）がかつて所有していた競走車をベースに、競走会側が高橋貢（22期、伊勢崎オートレース場所属）の名車『Fニーナ』号をモチーフとしたペイントを施したものであった。

## エピソード
- 第1回大会を制覇した岩田行雄は完全優勝（全レース1着）を達成した
- 第2回大会を制覇した深谷輝は、グレードレース初制覇であった。
- 第3回大会を制覇した片平巧は、6年ぶりのグレードレース制覇を達成した。